# Turismo na região Sudeste do Brasil

Região Sudeste do Brasil.

O turismo na região Sudeste do Brasil é muito diversificado.

## Rio de Janeiro

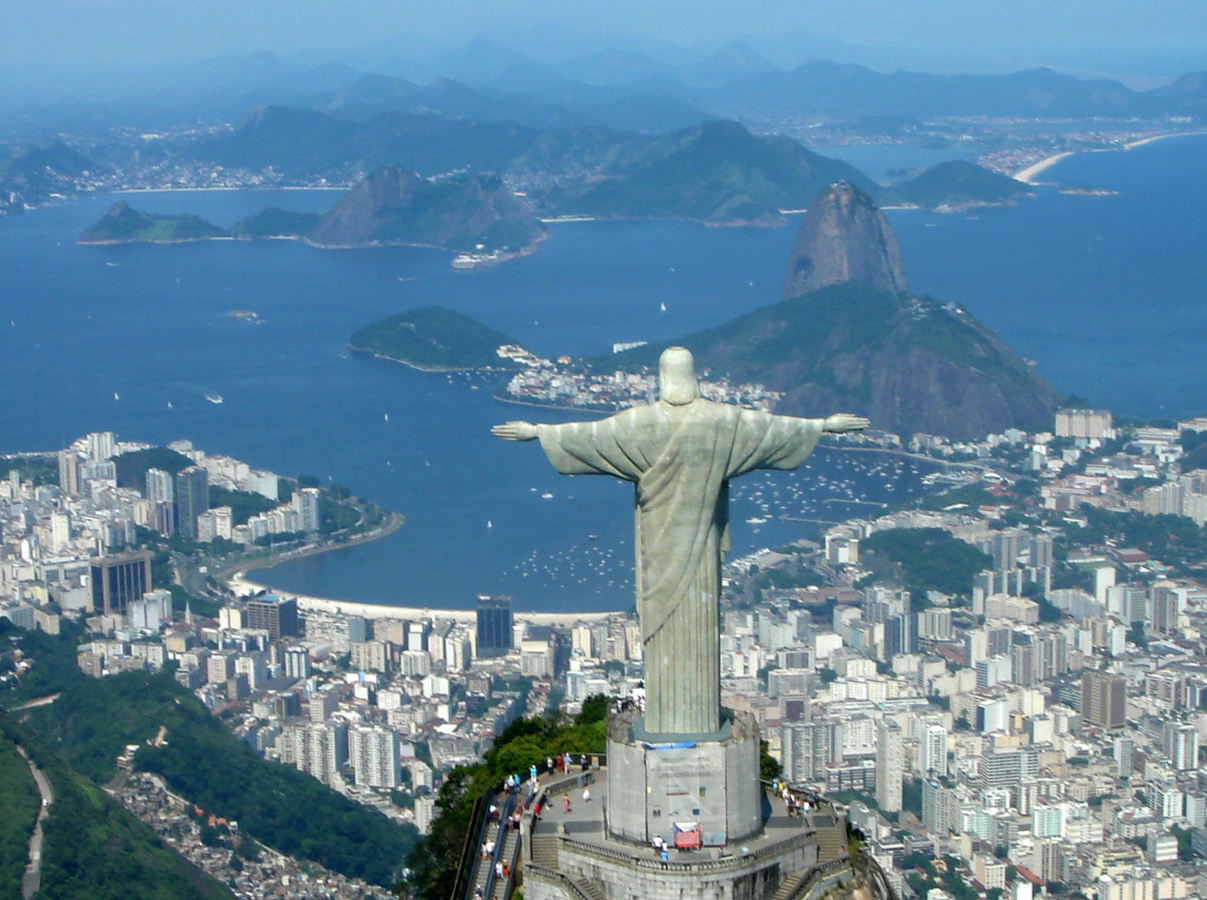
Rio de Janeiro, a segunda maior cidade e principal pólo turístico do Brasil. Na imagem, a enseada de Botafogo e a estátua do Cristo Redentor.

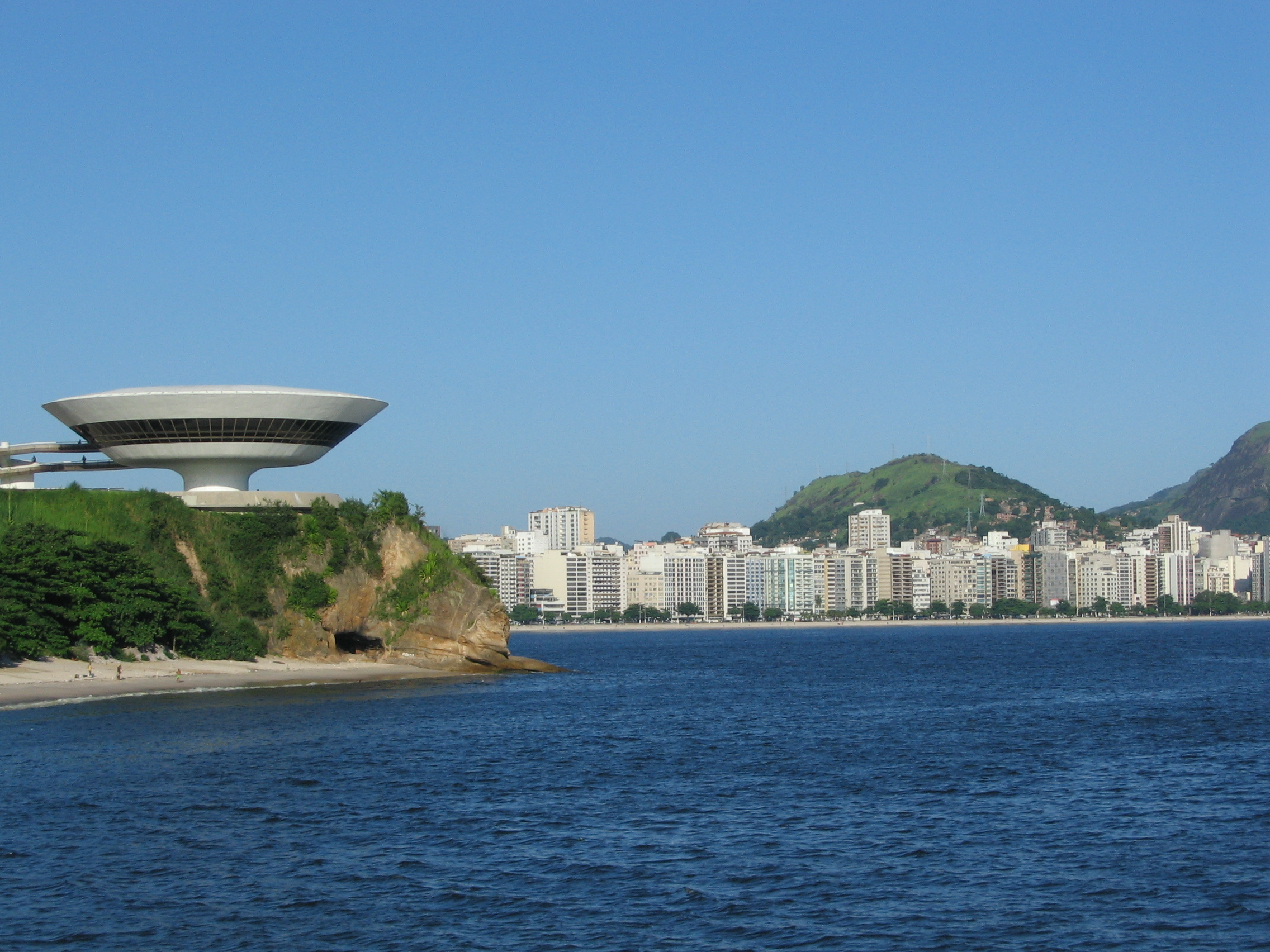
Niterói, a segunda cidade mais visitada do estado.

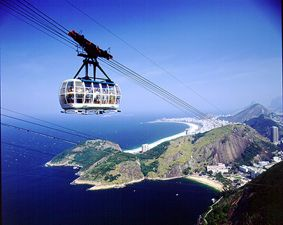
Teleférico do Pão de Açúcar, um dos principais pontos turísticos do Rio de Janeiro.

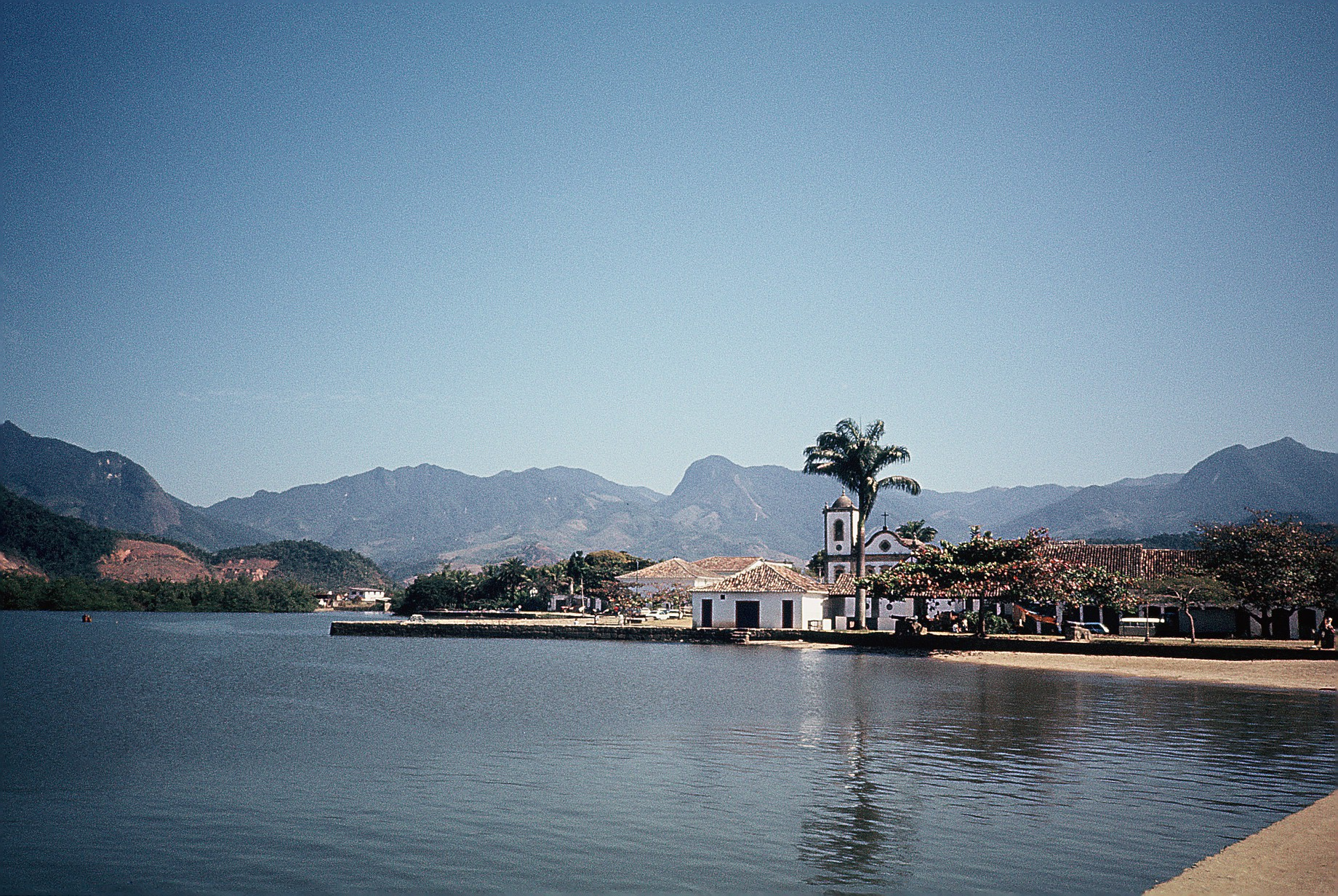
Paraty, uma das cidades mais visitadas do estado.

O Rio de Janeiro possui diversas atrações turísticas.
A capital fluminense é internacionalmente conhecida pela beleza de suas praias e morros, além de ser um grande pólo de turismo cultural, contemplada por diversos museus, teatros e casas de espetáculos. Segundo a EMBRATUR, é o destino mais procurado pelos turistas estrangeiros que visitam o Brasil a lazer, e o segundo colocado no turismo de negócios e eventos. Abriga também a maior floresta urbana do mundo, no Parque Estadual da Pedra Branca. O Cristo Redentor, eleito uma das sete maravilhas do mundo moderno, o morro do Pão de Açúcar (com seu famoso teleférico), a lagoa Rodrigo de Freitas, as praias de Copacabana, Ipanema e Barra da Tijuca, a floresta da Tijuca, a Quinta da Boa Vista, a Cinelândia, o Largo do Boticário, o Jardim Botânico e o Estádio do Maracanã estão entre os principais pontos de visitação. Entre os maiores eventos do calendário carioca, destacam-se o Carnaval, o Festival Internacional de Cinema, a Mostra do Filme Livre, a Bienal do Livro, o Fashion Rio, o Anima
Mundi e a festa do réveillon em Copacabana. Quanto aos pontos de referência do turismo cultural, podem-se elencar, entre tantos, o Museu Histórico Nacional, o Museu Nacional de Belas Artes, o MAM, o Real Gabinete Português de Leitura, o Palácio do Catete e o Theatro Municipal.
No sul do estado, a cidade de Paraty, com sua arquitetura colonial, e Angra dos Reis, com suas ilhas e Ilha Grande são os destaques. Ao norte do estado, são muito procuradas as praias da região dos Lagos, com Búzios, Cabo Frio, Arraial do Cabo e Rio das Ostras. A região serrana conta com Teresópolis, Petrópolis e a vila de Visconde de Mauá, no município de Itatiaia, como refúgios de inverno para se aproveitar o frio.
As cidades mais visitadas são Rio de Janeiro, Niterói, Paraty, Angra dos Reis, São Gonçalo, Cabo Frio, e Búzios.

## São Paulo

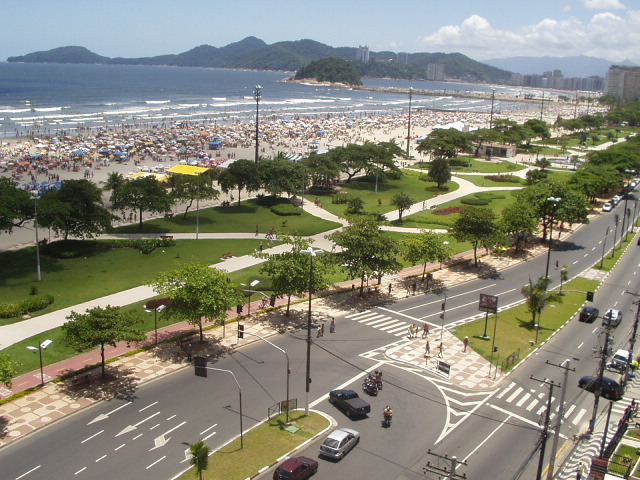
Santos, maior cidade do litoral paulista.

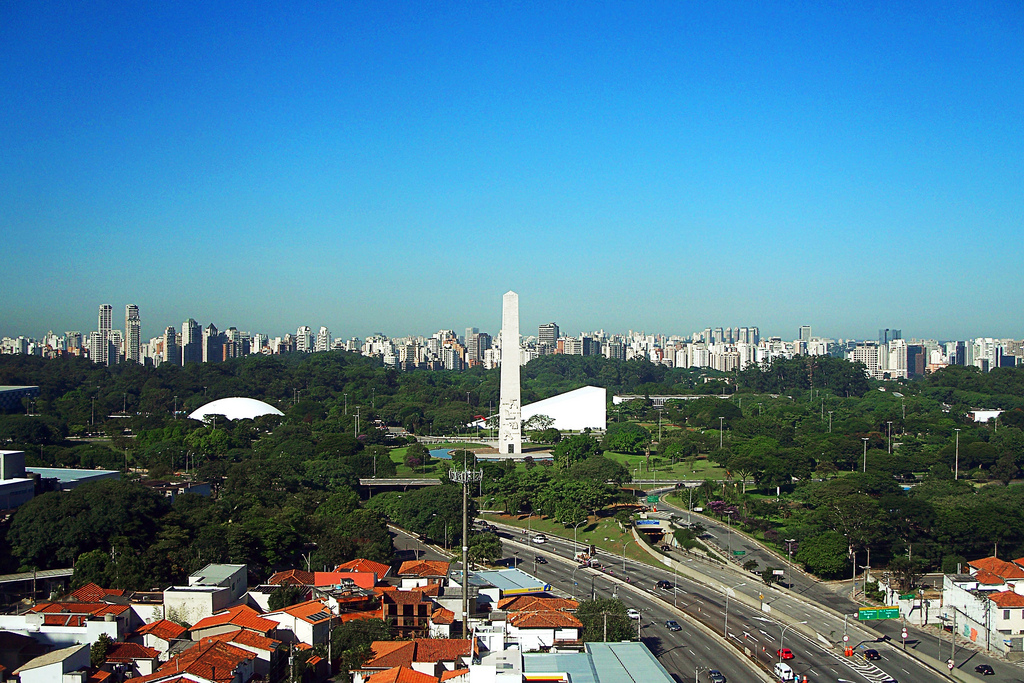
Fontes do Parque do Ibirapuera. O parque é um dos principais pontos turísticos de São Paulo.

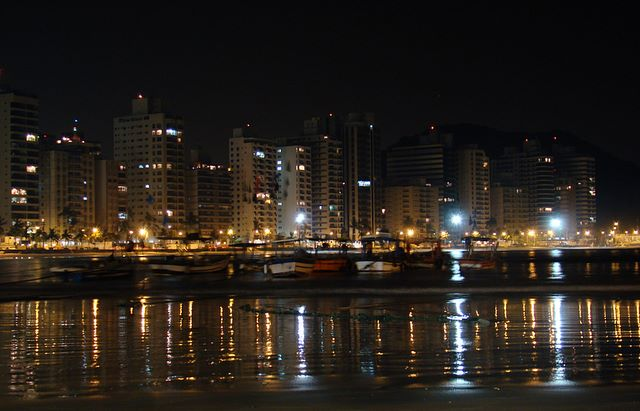
Guarujá, uma das cidades mais famosas do litoral paulista.

Em São Paulo o turismo é diversificado. Com 45.919.049 habitantes (IBGE/2019), é o estado mais populoso do Brasil, e principal motor econômico do país.
A capital paulista é o principal centro financeiro e a maior cidade do Brasil. Contando com a maior rede hoteleira do país, oferece vários pontos de entretenimento, centros culturais, museus, parques e diversos tipos de arquitetura, presentes principalmente na região central. Segundo a EMBRATUR, a cidade é destino mais procurado pelos estrangeiros que viajam ao Brasil a negócios, eventos e convenções, e a terceira colocada nas viagens de lazer. Após receber o título de capital mundial da gastronomia, a cidade conta com grande procura pelo turismo gastronômico. Muitos dos melhores restaurantes do Brasil encontram-se na capital paulista, com uma enorme variedade de culinárias para todos os bolsos.
Os principais eventos do calendário paulistano são: o réveillon da avenida Paulista, a Parada do Orgulho Gay (a maior do mundo), a Bienal de Arte de São Paulo, a Bienal do Livro de São Paulo, a São Paulo Fashion Week, o Carnaval de São Paulo, o Anima Mundi, a Mostra Internacional de Cinema de São Paulo, o Salão do Automóvel e o Grande Prêmio do Brasil. Entre os principais pontos de visitação, encontram-se a avenida Paulista, o MASP, o Museu da Língua Portuguesa, o Museu do Ipiranga, o Memorial da América Latina, o Parque do Ibirapuera e o Parque da Independência.
O estado possui três regiões metropolitanas: a Região Metropolitana de São Paulo, a Baixada Santista e a Região Metropolitana de Campinas. Santos, a principal cidade da Baixada Santista, possui algumas das praias mais visitadas, juntamente com Ilhabela, Ubatuba e Caraguatatuba. No interior paulista, entre as cidades mais visitadas estão: Campinas, Atibaia, Aparecida, Bragança Paulista, São José dos Campos, Campos do Jordão e Sorocaba.

## Minas Gerais

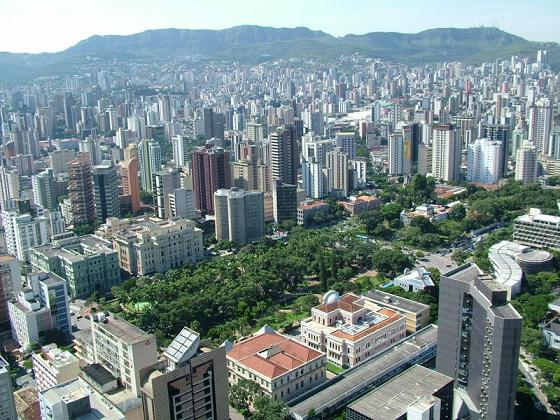
Belo Horizonte, a sexta maior cidade do Brasil.

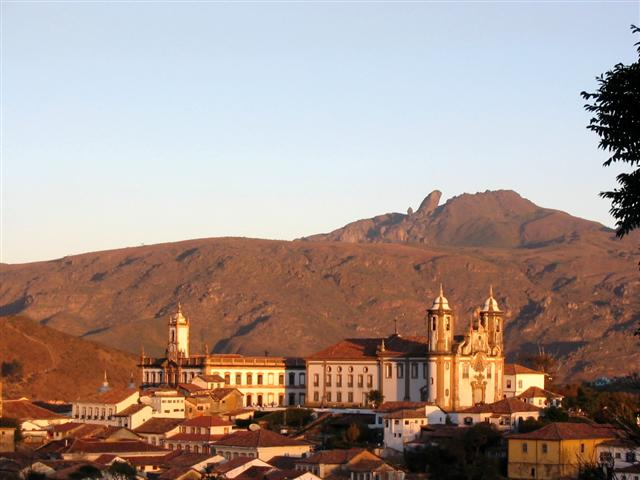
Ouro Preto, primeira cidade brasileira a ser declarada pela UNESCO Patrimônio Histórico e Cultural da Humanidade, em 1980.

É o maior estado em extensão territorial. Sua capital, Belo Horizonte, é a sexta maior cidade e compõe a terceira maior região metropolitana do Brasil. Possui vários pontos de entretenimento, museus e centros culturais, sendo ainda conhecida como a capital dos bares, sede de eventos como o Comida di Buteco, maior evento gastronômico de Minas Gerais e um dos maiores do Brasil.
Além da capital mineira, cidades muito procuradas são: Ouro Preto, Mariana, Diamantina, Tiradentes, Uberlândia, Juiz de Fora e Congonhas. O estado não possui praias, porém, é muito procurado pela tranqüilidade do campo, sendo também um dos principais pólos de turismo histórico no Brasil.
O Estado possui, além disso, diversas opções de ecoturismo, como a região da Serra do Cipó, da Serra do Caraça, da Serra da Canastra - em que se localiza a nascente histórica do Rio São Francisco, inúmeras trilhas, cachoeiras e belezas naturais propícias à contemplação e/ou a prática esportiva - e a terceira maior cachoeira do país, a Cachoeira do Tabuleiro.

## Espírito Santo

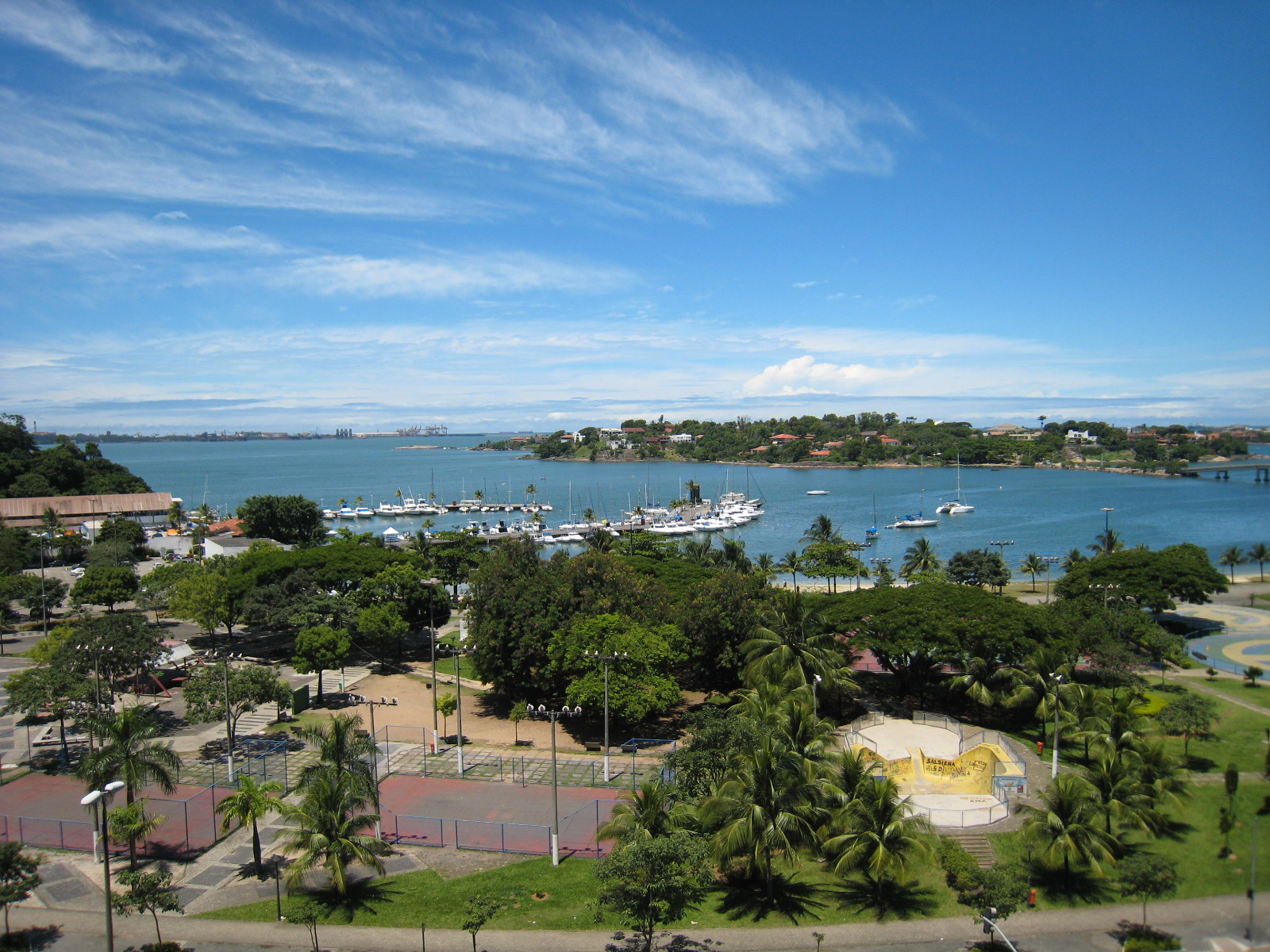
Vitória, a menor capital da região Sudeste, porém com o maior IDH.

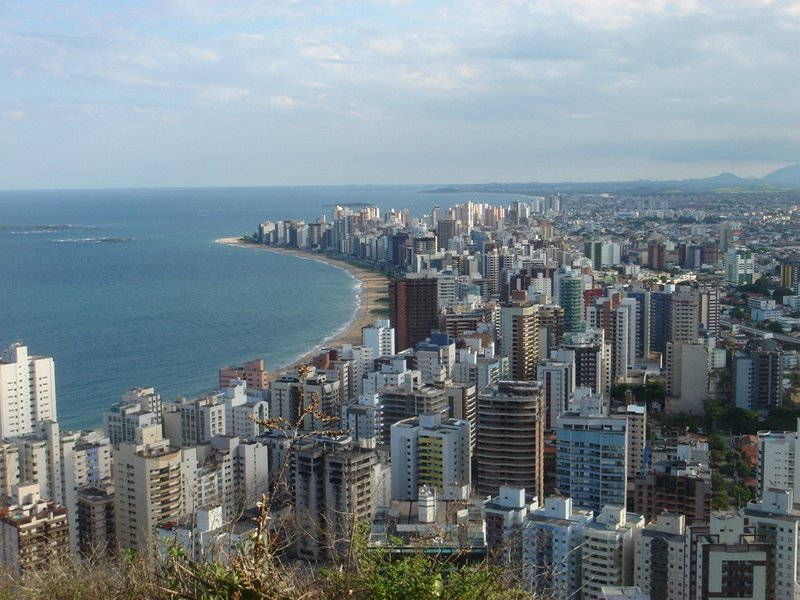
Vila Velha, a cidade mais populosa do estado.

É o terceiro maior estado do sudeste, mas também o menor estado em população e economia. Sua capital é Vitória, mas a cidade mais populosa é Vila Velha.
O estado demonstra um grande potencial turístico, embora pouco explorado. Conta com a versatilidade de ter o clima de montanha a menos de duas horas da praia, construções históricas, belezas naturais, construções e até cidades inteiras fundadas por imigrantes italianos e alemães inteiramente preservadas, dentre outras atrações.[carece de fontes?]
Em setembro de 2006, surgiu o "Projeto Visitar", que visa à revitalização do centro de Vitória. O projeto encontra-se na etapa inicial e, com a abertura dos seculares patrimônios para visitação na capital do estado, contabilizou mais de dez mil visitantes nos primeiros seis meses.
As cidades mais visitadas são: Vitória, Vila Velha, Serra, Guarapari, Linhares, Iriri, São Mateus, Marataízes, Conceição da Barra, incluindo as dunas e a vila de Itaúnas.